# میلاد جعفری
میلاد جعفری (زادهٔ ۲۰ تیر ۱۳۶۸ - بجنورد) یک بازیکن فوتبال اهل ایران است.
از باشگاه‌هایی که در آن بازی کرده‌است می‌توان به باشگاه فوتبال استقلال اهواز، باشگاه فوتبال شهرداری یاسوج، باشگاه فوتبال نفت و گاز گچساران، باشگاه فوتبال نفت مسجدسلیمان و باشگاه فوتبال مس کرمان اشاره کرد.